# Eleições municipais em Porto Velho em 1985
As eleições municipais em Porto Velho em 1985 ocorreram em 15 de novembro, como parte das eleições em 201 municípios situados em 23 estados brasileiros e nos territórios federais do Amapá e Roraima. Foi a primeira eleição da Nova República e a primeira onde os porto-velhenses escolheram seu alcaide pelo voto direto desde Rubens Cantanhede Mota em 1958.
Goiano nascido em Jataí, o advogado Jerônimo Santana graduou-se pela Universidade Federal de Minas Gerais em 1963. Militante do Movimento Revolucionário Oito de Outubro, organização política clandestina de inspiração marxista que fazia oposição ao Regime Militar de 1964, migrou para Rondônia, sendo eleito deputado federal pelo MDB em 1970, 1974 e 1978. Quando o governo do presidente João Figueiredo pôs fim ao bipartidarismo, migrou para o PMDB em 1980. Com a elevação de Rondônia de território federal a estado em 22 de dezembro de 1981, as forças políticas locais intensificaram a sua atuação, porém ele perdeu a eleição para senador em 1982, pois o PDS conquistou as três vagas em disputa. Eleito prefeito de Porto Velho em 1985, foi empossado no primeiro dia do ano seguinte, mas renunciou em 14 de maio, a tempo de eleger-se governador de Rondônia em 1986.
Cearense de Granja, o advogado Tomaz Correia diplomou-se em 1970 na Universidade de Brasília. Aprovado num concurso público para o Ministério Público do Distrito Federal e dos Territórios em 1972, escolheu trabalhar como promotor de justiça em Rondônia, exceto por um breve período no Amapá. Eleito deputado estadual via PMDB em 1982 e vice-prefeito de Porto Velho em 1985, acumulou os mandatos até o dia 14 de maio de 1986, quando abdicou da cadeira parlamentar para assumir a prefeitura, pois Jerônimo Santana renunciara a fim de concorrer, exitosamente, ao governo estadual.

## Resultado da eleição para prefeito
Foram apurados 50.062 votos nominais, assim distribuídos:
| Candidatos a prefeito de Porto Velho | Candidatos a vice-prefeito | Número | Coligação            | Votação | Percentual |
| ------------------------------------ | -------------------------- | ------ | -------------------- | ------- | ---------- |
| Jerônimo Santana PMDB                | Tomaz Correia PMDB         | 15     | PMDB (sem coligação) | 28.676  | 57,28%     |
| Chiquilito Erse PFL                  | Francisco Paiva PFL        | 25     | PFL (sem coligação)  | 16.685  | 33,33%     |
| José Neumar da Silveira PT           | Josias Gomes PT            | 13     | PT (sem coligação)   | 2.439   | 4,87%      |
| Heitor Costa PDT                     | Flodoaldo Pinto PDT        | 12     | PDT (sem coligação)  | 1.106   | 2,21%      |
| José Adelino da Silva PDS            | Marlene Gorayeb PDS        | 11     | PDS (sem coligação)  | 831     | 1,66%      |
| Paulo Struthos Filho PTB             | Gilberto Cavalcante PTB    | 14     | PTB (sem coligação)  | 325     | 0,65%      |
| Fontes:                              |                            |        |                      |         |            |